# Dulé Hill
Dulé Hill, pseudonimo di Karim Dulé Hill (East Brunswick, 3 maggio 1975), è un attore statunitense, conosciuto principalmente per il ruolo di Burton Guster in Psych.

## Biografia

### Primi anni
È nato a East Brunswick da genitori Giamaicani. La madre Jennifer è una consulente educativa e il padre Bert Hill un investment banker. Ha un fratello di nome Bert. È cresciuto a Sayreville. Ha studiato tip tap fin da piccolo, e si è esibito nel musical The Tap Dance Kid a Broadway. Successivamente ha recitato la parte anche nel tour nazionale dello show. Si è diplomato alla Sayreville War Memorial High School nel 1993. Ha cominciato a studiare alla Seton Hall University e contemporaneamente come attore al William Esper Studio. Hill stava ancora seguendo il corso di finanza aziendale della Seton Hall quando accettò un ruolo nella serie televisiva CityKids. In una pubblicità in onda sulla USA Network Hill ha professato una visione cristiana.

### Carriera

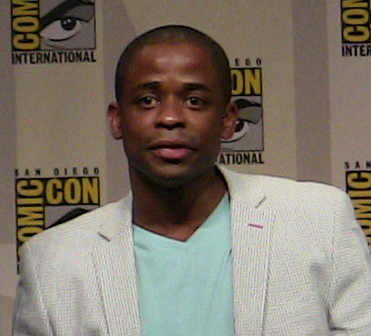
Dulé Hill nel 2009.

Nel 1993, mentre frequentava l'ultimo anno del liceo, ha ottenuto il suo primo ruolo da attore in Scacco al re nero. Mentre frequentava la Seton Hall è stato scelto come protagonista in Bring in 'da Noise, Bring in 'da Funk a Broadway. Nel 1999 è stato scelto per il ruolo di Charlie Young, l'aiuto personale del Presidente (interpretato da Martin Sheen), in West Wing - Tutti gli uomini del Presidente. Durante la sesta stagione della serie Charlie è diventato aiuto speciale del Capo dello Staff della Casa Bianca. Hill ha interpretato il ruolo di Charlie per sei stagioni prima di scegliere di abbandonare lo show all'inizio della settima stagione nel settembre 2005 per interpretare il ruolo di co-protagonista nel pilota della serie televisiva Psych per la USA Network, trasmessa a partire dal 7 luglio 2006. Quando fu annunciato che la serie West Wing si sarebbe conclusa nel maggio 2006, Hill è tornato per partecipare all'ultima puntata dello show. Ha partecipato al film Kiss Me del 1999 con Freddie Prinze, Jr. e Rachael Leigh Cook (con quest'ultima è tornato a recitare in Psych). Ha avuto il ruolo di Owen, un medico di Los Angeles nella miniserie Magnitudo 10.5, di Sam nel film Disney Holes - Buchi nel deserto (il film è stato citato da se stesso nell'episodio Il dinosauro assassino di Psych) e di Ken Weatherly in The Guardian - Salvataggio in mare.

## Vita privata
Nel 2004 Hill ha sposato l'attrice Nicole Lyn, dalla quale ha divorziato nel 2012.

## Filmografia

### Cinema
- Good Old Boy: A Delta Boyhood, regia di Tom G. Robertson (1988)
- Scacco al re nero  (Sugar Hill), regia di Leon Ichaso (1993)
- Una vita di ricordi (The Ditchdigger's Daughters), regia di Johnny E. Jensen (1997)
- Color of Justice, regia di Jeremy Kagan (1997)
- Kiss Me, regia di Robert Iscove (1999)
- Canzoni d'amore (Love Songs), regia di Andre Braugher, Louis Gossett Jr. e Robert Townsend (1999)
- Men of Honor - L'onore degli uomini (Men of Honor), regia di George Tillman Jr. (2000)
- Holes - Buchi nel deserto (Holes), regia di Andrew Davis (2003)
- Sexual Life, regia di Ken Kwapis (2005)
- Edmond, regia di Stuart Gordon (2005)
- The Guardian - Salvataggio in mare (The Guardian), regia di Andrew Davis (2006)
- Il respiro del diavolo (Whisper), regia di Stewart Hendler (2007)
- Remarkable Power, regia di Brandon Beckner (2008)
- Gayby, regia di Jonathan Lisecki (2012)
- Miss Dial, regia di David H. Steinberg (2013)
- Gator Farm, regia di Zoe Robyn (2013)
- Gravy, regia di James Roday (2015)
- Sleight - Magia, regia di J. D. Dillard (2016)
- Psych 2: Lassie Come Home, regia di Steve Franks (2020)
- Locked Down, regia di Doug Liman (2021)
- Hypnotic, regia di Matt Angel e Suzanne Coote (2021)

### Televisione
- Ghostwriter – serie TV, episodio 1x10 (1992)
- CityKids – serie TV, episodi sconosciuti (1993)
- American Playhouse – serie TV, episodio 11x05 (1993)
- New York Undercover – serie TV, episodio 1x19 (1995)
- La valle dei pini (All My Children) – serie TV, episodio 6 luglio 1995
- New York News – serie TV, episodio 1x01 (1995)
- Cosby – serie TV, episodio 2x11 (1997)
- Un genio in famiglia (Smart Guy) – serie TV, episodio 2x20 (1998)
- Chicken Soup for the Soul – serie TV, 1 episodio (1999)
- West Wing - Tutti gli uomini del Presidente (The West Wing) – serie TV, 136 episodi (1999-2006)
- Magnitudo 10.5 (10.5), regia di John Lafia – miniserie TV (2004)
- Psych Webisodes – web serie (2006)
- Psych – serie TV, 121 episodi (2006-2014)
- Psych: il musical (Psych: The Musical), regia di Steve Franks – film TV (2013)
- Ballers – serie TV, 22 episodi (2015-2017)
- Psych: The Movie, regia di Steve Franks – film TV (2017)
- Suits – serie TV, 35 episodi (2017-2019)
- Psych 2: Lassie Come Home (2020)
- Psych 3: This Is Gus (2021)
- The Wonder Years - serie TV (2021)
- This is us – serie TV, episodio 6x17 (2022)

## Riconoscimenti
- Emmy Awards
  - 2002, Miglior attore non protagonista in una serie drammatica – The West Wing (Nomination)
- Image Awards
  - 2001, 2002, 2004, 2005, Miglior attore in una serie drammatica – The West Wing (Nomination)
  - 2005, Miglior attore in un film-TV, mini-serie o speciale drammatico – 10.5 (Nomination)
  - 2008, Miglior attore in una commedia televisiva – Psych (Nomination)
  - 2009, Migliore attore non protagonista in una commedia televisiva – Psych (Nomination)
- Screen Actors Guild Awards
  - 2001, Miglior attore in una serie drammatica – The West Wing (Vincitore)
  - 2002, Miglior attore in una serie drammatica – The West Wing (Vincitore)
  - 2003, Miglior attore in una serie drammatica – The West Wing (Nomination)
  - 2004, Miglior attore in una serie drammatica – The West Wing (Nomination)
  - 2005, Miglior attore in una serie drammatica – The West Wing (Nomination)
  - 2006, Miglior attore in una serie drammatica – The West Wing (Nomination)

## Doppiatori italiani
- Alessandro Quarta in Holes - Buchi nel deserto, West Wing - Tutti gli uomini del Presidente, Psych, Psych: il musical, Ballers, Hypnotic
- Nanni Baldini in Color of Justice, Edmond
- Mirko Mazzanti in The Guardian - Salvataggio in mare
- Corrado Conforti in Kiss Me
- Gianni Bersanetti ne Il respiro del diavolo
- Andrea Mete in Doubt - L'arte del dubbio
- Niseem Onorato in Suits
- Riccardo Scarafoni in Locked Down